# Szong Szunghjon
Szong Szunghjon (hangul: 송승현, handzsa: 宋承炫, RR: Song Seung-hyun; japánul: ソン•スンヒョン, Szon Szunhjon; 1992. augusztus 21.–) dél-koreai zenész, énekes, dalszerző, az F.T. Island korábbi gitárosa. Együttesének több dalában közreműködött dalszerzőként. O Vonbin (Oh Won-bin)  helyére érkezett az együttesben 2009-ben.

## Élete és pályafutása
2009-ben szerepelt az SBS Idol Maknae Rebellion című műsorában és a Style című sorozat 6. részében. Októberben Cshö Dzsonghun (Choi Jong-hoon)nal közösen modellkedett a 2009 Autumn Seoul Fashion Week kifutóján.
2012-ben a Jack the Ripper című musicalben kapott szerepet.
2019 decemberében kilépett az F.T. Islandől, hogy színészi pályafutására koncentrálhasson.